# 124-й гаубичный артиллерийский полк
124-й гаубичный артиллерийский полк — воинская часть Вооружённых сил СССР принимавшая участие в Советско-финской и Великой Отечественной войнах.

## 1-е формирование

### История
1-е формирование полка, как 124-й гаубичный артиллерийский полк Резерва Главного Командования, входило в состав действующей армии в период с 17 сентября 1939 года по 28 сентября 1939 года. Полк принимал участие в Зимней войне. Находился на Карельском перешейке. Переведён в Тюрисевя примерно с 19 по 26 января 1940 года. 
Погружен на эшелоны 7-11 мая 1940 года на станции Кайслахти и отправлен в Одесский военный округ, там содержался по штату № 08/610 – 2739 человек, с парком по штату № 08/655 – 198 человек.
Период вхождения в действующую армию: 22 июня 1941 года — 4 июля 1941 года.
На начало войны полк был укомплектован по штату № 8/43-А с постоянным местом дислокации в деревне Пески Мостовского района Барановичской области, полк в составе 3-й армии должен был войти в "Район прикрытия государственной границы № 1", однако на 22 июня 1941 года полк находился на полигоне в местечке Червоный Бор Замбровского района. На тот момент в полку на вооружении находились 152-мм гаубицы Виккерса образца 1916 года в количестве 48 орудий.
Полк не был обеспечен боеприпасами, посланная за боеприпасами автоколонна была уничтожена авиацией противника. 23 июня 1941 года вошёл в состав группы Болдина, из-за нехватки боеприпасов провёл только одну артиллерийскую подготовку. Полностью уничтожен в Западной Белоруссии в конце июня-начале июля 1941 года. Личный состав полка частично погиб, частично попал в плен, а частично вошёл в состав партизанских объединений.

### Подчинение
| Дата            | Фронт (округ)  | Армия      | Корпус | Дивизия | Бригада | Примечания                                          |
| --------------- | -------------- | ---------- | ------ | ------- | ------- | --------------------------------------------------- |
| 22.06.1941 года | Западный фронт | 10-я армия | -      | -       | -       | 22.06.1941 года передавался в 5-й стрелковый корпус |
| 01.07.1941 года | Западный фронт | 10-я армия | -      | -       | -       | -                                                   |

## Командование полка

### Командиры полка
- Девизенко Александр Кононович (— 07.1941), майор (пропал без вести)

### Начальники штаба полка
- Данилевский Николай Иванович (— 02.07.1941), капитан (попал в плен)

## 2-е формирование

### История
Полк начал формироваться 9 января 1942 года в селе Скорняково Водопьяновского района Воронежской области. Основой для формирования были 204-й и 222-й запасные артиллерийские полки. 23 февраля 1942 года полк получил материальную часть — двадцать четыре новые 122-мм гаубицы, трактора НАТИ-3 и ЧТЗ. 3 апреля 1942 года, после окончания формирования, полк был погружен в эшелоны на станции Дон для отправки на фронт..
Период вхождения в действующую армию: 9 января 1942 года — 9 мая 1945 года.
12 апреля 1942 года, полк вошёл в состав 13-й армии Брянского фронта и занял боевой порядок в 10 км западнее Верховья. Летом 1942 года участвовал в Воронежско-Ворошиловградской операции. С 12 по 15 августа 1942 года поддерживал огнём прорыв 1-го танкового корпуса в направлении Большая Верейка, Скляево. 24 августа полк получил первое пополнение рядового и младшего командного состава в количестве 93-х человек. С 27 августа полк поддерживал наступление 1-го батальона 104-й стрелковой бригады. С 1 сентября 1942 года 1-й дивизион полка поддерживал 240-ю стрелковую дивизию.
28 октября 1942 года полк перешёл в распоряжение Юго-Западного фронта. 31 октября полк был отправлен двумя эшелонами со станции Рамонь и 4 ноября разгрузился на станции Филоново где вошёл в состав 5-й танковой армии. 18 ноября полк занял боевой порядок в районе хуторов Котовский и Девяткин. С 19 ноября 1942 года полк участвовал в Сталинградской наступательной операции, поддерживая наступление 47-й гвардейской стрелковой дивизии. 
25 ноября 1942 года попавшая в окружение танковая колонна противника с 500 автоматчиками прорвалась к станции Чернышевская, где обстреляла штаб полка и управление 1-го дивизиона, до 40 танков напали на огневую позицию 2-го дивизиона. В результате завязавшегося боя силами полка атака была отбита, в бою уничтожено 18 танков и 35 автомашин противника.
14 декабря 1942 года полк вошёл в состав 7-й артиллерийской дивизии.
В феврале 1943 года попал в состав 25-й гаубичной артиллерийской бригады, в её составе вёл боевые действия до конца войны.
- О боевом пути полка смотри статью 25-я гаубичная бригада
- О боевом пути полка смотри статью 7-я артиллерийская дивизия

### Подчинение
| Дата            | Фронт (округ)        | Армия                                                | Корпус | Дивизия                    | Бригада                               | Примечания            |
| --------------- | -------------------- | ---------------------------------------------------- | ------ | -------------------------- | ------------------------------------- | --------------------- |
| 01.05.1942 года | Брянский фронт       | 13-я армия                                           | -      | -                          | -                                     | -                     |
| 01.06.1942 года | Брянский фронт       | -                                                    | -      | -                          | -                                     | Фронтового подчинения |
| 01.07.1942 года | Брянский фронт       | -                                                    | -      | -                          | -                                     | Фронтового подчинения |
| 01.08.1942 года | Брянский фронт       | Оперативная группа генерал-лейтенанта Чибисова Н. Е. | -      | -                          | -                                     | -                     |
| 01.09.1942 года | Брянский фронт       | 38-я армия                                           | -      | -                          | -                                     | -                     |
| 01.10.1942 года | Воронежский фронт    | 38-я армия                                           | -      | -                          | -                                     | -                     |
| 01.11.1942 года | Юго-Западный фронт   | -                                                    | -      | -                          | -                                     | Фронтового подчинения |
| 01.12.1942 года | Юго-Западный фронт   | -                                                    | -      | 7-я артиллерийская дивизия | -                                     | Фронтового подчинения |
| 01.01.1943 года | -                    | -                                                    | -      | -                          | -                                     | нет данных            |
| 01.02.1943 года | Юго-Западный фронт   | 3-я гвардейская армия                                | -      | 7-я артиллерийская дивизия | -                                     | -                     |
| 01.03.1943 года | Юго-Западный фронт   | -                                                    | -      | 7-я артиллерийская дивизия | 25-я гаубичная артиллерийская бригада | -                     |
| 01.04.1943 года | Юго-Западный фронт   | 1-я гвардейская армия                                | -      | 7-я артиллерийская дивизия | 25-я гаубичная артиллерийская бригада | -                     |
| 01.05.1943 года | Юго-Западный фронт   | 1-я гвардейская армия                                | -      | 7-я артиллерийская дивизия | 25-я гаубичная артиллерийская бригада | -                     |
| 01.06.1943 года | Юго-Западный фронт   | 1-я гвардейская армия                                | -      | 7-я артиллерийская дивизия | 25-я гаубичная артиллерийская бригада | -                     |
| 01.07.1943 года | Юго-Западный фронт   | 1-я гвардейская армия                                | -      | 7-я артиллерийская дивизия | 25-я гаубичная артиллерийская бригада | -                     |
| 01.08.1943 года | Юго-Западный фронт   | 1-я гвардейская армия                                | -      | 7-я артиллерийская дивизия | 25-я гаубичная артиллерийская бригада | -                     |
| 01.09.1943 года | Юго-Западный фронт   | -                                                    | -      | 7-я артиллерийская дивизия | 25-я гаубичная артиллерийская бригада | -                     |
| 01.10.1943 года | Юго-Западный фронт   | -                                                    | -      | 7-я артиллерийская дивизия | 25-я гаубичная артиллерийская бригада | -                     |
| 01.11.1943 года | 4-й Украинский фронт | 3-я гвардейская армия                                | -      | 7-я артиллерийская дивизия | 25-я гаубичная артиллерийская бригада | -                     |
| 01.12.1943 года | 4-й Украинский фронт | 3-я гвардейская армия                                | -      | 7-я артиллерийская дивизия | 25-я гаубичная артиллерийская бригада | -                     |
| 01.01.1944 года | 4-й Украинский фронт | 3-я гвардейская армия                                | -      | 7-я артиллерийская дивизия | 25-я гаубичная артиллерийская бригада | -                     |
| 01.02.1944 года | 4-й Украинский фронт | 3-я гвардейская армия                                | -      | 7-я артиллерийская дивизия | 25-я гаубичная артиллерийская бригада | -                     |
| 01.03.1944 года | 3-й Украинский фронт | -                                                    | -      | 7-я артиллерийская дивизия | 25-я гаубичная артиллерийская бригада | -                     |
| 01.04.1944 года | 3-й Украинский фронт | -                                                    | -      | 7-я артиллерийская дивизия | 25-я гаубичная артиллерийская бригада | -                     |
| 01.05.1944 года | 3-й Украинский фронт | -                                                    | -      | 7-я артиллерийская дивизия | 25-я гаубичная артиллерийская бригада | -                     |
| 01.06.1944 года | 3-й Украинский фронт | 5-я ударная армия                                    | -      | 7-я артиллерийская дивизия | 25-я гаубичная артиллерийская бригада | -                     |
| 01.07.1944 года | Карельский фронт     | 7-я армия                                            | -      | 7-я артиллерийская дивизия | 25-я гаубичная артиллерийская бригада | -                     |
| 01.08.1944 года | Карельский фронт     | 7-я армия                                            | -      | 7-я артиллерийская дивизия | 25-я гаубичная артиллерийская бригада | -                     |
| 01.09.1944 года | 3-й Украинский фронт | -                                                    | -      | 7-я артиллерийская дивизия | 25-я гаубичная артиллерийская бригада | -                     |
| 01.10.1944 года | 2-й Украинский фронт | 46-я армия                                           | -      | 7-я артиллерийская дивизия | 25-я гаубичная артиллерийская бригада | -                     |
| 01.11.1944 года | 2-й Украинский фронт | 46-я армия                                           | -      | 7-я артиллерийская дивизия | 25-я гаубичная артиллерийская бригада | -                     |
| 01.12.1944 года | 2-й Украинский фронт | 46-я армия                                           | -      | 7-я артиллерийская дивизия | 25-я гаубичная артиллерийская бригада | -                     |
| 01.01.1945 года | 3-й Украинский фронт | -                                                    | -      | 7-я артиллерийская дивизия | 25-я гаубичная артиллерийская бригада | -                     |
| 01.02.1945 года | 3-й Украинский фронт | -                                                    | -      | 7-я артиллерийская дивизия | 25-я гаубичная артиллерийская бригада | -                     |
| 01.03.1945 года | 3-й Украинский фронт | -                                                    | -      | 7-я артиллерийская дивизия | 25-я гаубичная артиллерийская бригада | -                     |
| 01.04.1945 года | 3-й Украинский фронт | -                                                    | -      | 7-я артиллерийская дивизия | 25-я гаубичная артиллерийская бригада | -                     |
| 01.05.1945 года | 3-й Украинский фронт | -                                                    | -      | 7-я артиллерийская дивизия | 25-я гаубичная артиллерийская бригада | -                     |

## Командование полка

### Командиры полка
- Колесников Фёдор Ильич (18.01.1942 — 26.07.1942), майор, подполковник (погиб в бою)
- Казанцев Василий Михайлович (26.07.1942 — 3.08.1942), капитан, ВРИД
- Хованский Михаил Николаевич (3.08.1942 — 03.1943), подполковник, полковник
- Тарасенко Юрий Павлович (03.1943 — 01.1944), гвардии полковник
- Булатов (02.1944 — 04.1944), подполковник
- Полевой Илья Гершевич (04.1944 — 05.1945), майор, подполковник
- Ермаков Иосиф Кондратьевич (10.1944 — 12.1944), майор, ВРИД
- Серенко Владимир Михайлович (10.1945 — ), подполковник

### Заместитель командира по политической части
- Мигаленя Яков Николаевич (18.01.1942 — 05.1945), батальонный комиссар, майор

### Заместители командира по строевой части
- Ермаков Иосиф Кондратьевич (04.1944 — 05.1945), майор, подполковник

### Начальники штаба полка
- Мина (18.01.1942 — 14.05.1942), майор
- Казанцев Василий Михайлович (15.05.1942 — 19.02.1943), капитан, майор
- Геннингсон Александр Викторович (21.03.1943 — 04.1943), капитан
- Соболев Владимир Михайлович (04.1943 — 04.09.1943), капитан
- Иванов Арсений Иванович (05.09.1943 — 05.1945), майор
- Дятлов Василий Владимирович (05.1945 — ), капитан, майор

## Отличившиеся воины полка
- Доний, Захар Афанасьевич, старшина, командир взвода связи.

## Упоминания в мемуарах
Марк Натанович Шварцман. Воспоминания. mshvartsman.ru. Дата обращения: 23 июня 2018. Архивировано 26 июня 2018 года.